# União das Freguesias de Moledo e Cristelo
Moledo e Cristelo (oficialmente: União das Freguesias de Moledo e Cristelo) é uma freguesia portuguesa do município de Caminha, com 10,36 km² de área e 1490 habitantes (censo de 2021). A sua densidade populacional é 143,8 hab./km².

## História
Foi constituída em 2013, no âmbito de uma reforma administrativa nacional, pela agregação das antigas freguesias de Moledo e Cristelo com sede em Moledo.

## Demografia
A população registada nos censos foi:
| Distribuição da População por Grupos Etários | Distribuição da População por Grupos Etários | Distribuição da População por Grupos Etários | Distribuição da População por Grupos Etários | Distribuição da População por Grupos Etários | Distribuição da População por Grupos Etários |
| -------------------------------------------- | -------------------------------------------- | -------------------------------------------- | -------------------------------------------- | -------------------------------------------- | -------------------------------------------- |
| Antes da agregação                           |                                              |                                              |                                              |                                              |                                              |
| Ano                                          | 0-14 anos                                    | 15-24 anos                                   | 25-64 anos                                   | >= 65 anos                                   | Total                                        |
| 2001                                         | 205                                          | 238                                          | 805                                          | 271                                          | 1519                                         |
| 2011                                         | 196                                          | 152                                          | 873                                          | 345                                          | 1566                                         |
| Após a agregação                             |                                              |                                              |                                              |                                              |                                              |
| Ano                                          | 0-14 anos                                    | 15-24 anos                                   | 25-64 anos                                   | >= 65 anos                                   | Total                                        |
| 2021                                         | 181                                          | 131                                          | 769                                          | 409                                          | 1490                                         |